# Harestads socken
Harestads socken i Bohuslän ingick i Inlands Södre härad, ingår sedan 1971 i Kungälvs kommun och motsvarar från 2016 Harestads distrikt.
Socknens areal är 20,87 kvadratkilometer varav 19,95 land. År 2000 fanns här 951 invånare. Småorterna Flateby, Hammar och Kornhall, Nereby och Sjöhed och Toreby samt den tidigare småorten Kyrkeby med sockenkyrkan Harestads kyrka ligger i socknen.   

## Administrativ historik
Harestads socken har medeltida ursprung.
Vid kommunreformen 1862 övergick socknens ansvar för de kyrkliga frågorna till Harestads församling och för de borgerliga frågorna bildades Harestads landskommun. Landskommunen inkorporerades 1952 i Hermansby landskommun som 1971 uppgick i Kungälvs kommun.
1 januari 2016 inrättades distriktet Harestad, med samma omfattning som församlingen hade 1999/2000.  
Socknen har tillhört län, fögderier, tingslag och domsagor enligt vad som beskrivs i artikeln Inlands Södre härad. De indelta soldaterna tillhörde Bohusläns regemente, Södra kompaniet och de indelta båtsmännen tillhörde 2:a Bohusläns båtsmanskompani.
Vid en brand i Torsby prästgård 1760 förstördes pastoratets arkiv och därmed kyrkböcker för släktforskning.

## Geografi och natur
Harestads socken ligger sydväst om Kungälv norr om Nordre älv och dess mynning i Kattegatt. Socknen består av dalgångsbygd vid älven samt norr därom av småkuperad terräng.
I socknen finns två naturreservat som båda ingår i EU-nätverket Natura 2000. Göta och Nordre älvs dalgångar delas med Ytterby socken i Kungälvs kommun samt Säve och Rödbo socknar i Göteborgs kommun medan Nordre älvs estuarium delas med Torslanda socken i Göteborgs kommun och Öckerö socken i Öckerö kommun.
I Östra Röd fanns förr ett gästgiveri.

## Fornlämningar
Drygt 35 boplatser och tre hällkistor från stenåldern är funna. Från bronsåldern finns gravrösen, skålgropsförekomster och ett tiotal hällristningar. Från järnåldern finns några små gravfält och en fornborg.

## Befolkningsutveckling
Befolkningen ökade från 553 1810 till 895 1870 varefter den minskade till 466 1960 då den var som minst under 1900-talet. Därefter vände folkmängden uppåt igen till 834 1990.

## Namnet
Namnet skrevs 1388 Harondastaf och kommer från en bebyggelse vid kyrkan. Efterleden innehåller stav och är flertydig. Möjligen avses en brant terrängformation eller ett rest (kult)märke. Förleden innehåller ett namn på den halvö socknen är belägen på, Harund, 'den bergiga'.